# Bou Aiche
Bou Aiche là một đô thị thuộc tỉnh Médéa, Algérie. Dân số thời điểm năm 2002 là 8.635 người.